# Ormyrus flavitibialis
Ormyrus flavitibialis is een vliesvleugelig insect uit de familie Ormyridae. De wetenschappelijke naam is voor het eerst geldig gepubliceerd in 1979 door Yasumatsu & Kamijo.